# Christian Okoye
Christian Emeka Okoye, soprannominato Nigerian Nightmare (Enugu, 16 agosto 1961), è un ex giocatore di football americano nigeriano che ha militato nel ruolo di running back per tutta la carriera con i Kansas City Chiefs della National Football League (NFL).

## Carriera
Okoye fu scelto nel corso del secondo giro (35º assoluto) del Draft NFL 1987 dai Kansas City Chiefs. Nella sua stagione da rookie corse 660 yard su 157 portate. L'anno seguente un infortunio al pollice lo limitò a 9 gare, correndo 473 yard.
Nel 1989, Okoye disputò la sua miglior stagione, guidando la NFL in corse tentate (370) e yard corse (1.480), il primo giocatore dei Chiefs a riuscirvi nella seconda categoria. Anche se i Chiefs mancarono l'accesso ai playoff fu premiato da UPI come giocatore offensivo dell'anno della American Football Conference e fu convocato per il Pro Bowl.
Il resto della carriera di Okoye fu limitato da un fastidioso infortunio al ginocchio che lo limitò a 805 yard e 3,3 yard a portata nel 1990. Anche se nel 1991 le sue prestazioni (1.031 yard, 4,6 yard a portata) gli fecero guadagnare la seconda convocazione al Pro Bowl, le portate di Okoye nel 1992 furono limitate principalmente a situazioni di vicinanza alla end zone.
Il 25 agosto 1993, i Chiefs inseritono Okoye in lista infortunati per problemi alle ginocchia. Si sottopose così a interventi chirurgici a entrambe le ginocchia a tornò alla sua casa in California per sottoporsi alla riabilitazione ma alla fine optò per il ritiro.
L'ultima portata della carriera di Okoye fu un touchdown da 8 yard.
Okoye si ritirò come leader di tutti i tempi dei Chiefs per yard corse con 4.897 yard su 1.246 portate in sei stagioni. Questi primati furono in seguito superati da Priest Holmes. I suoi 40 touchdown su corsa rimangono il terzo risultato della storia dei Chiefs dietro a Holmes e Marcus Allen. I suoi record di squadra per corse in una partita e in una stagione furono in seguito superati da Larry Johnson. Okoye fu premiato come miglior giocatore dei Chiefs nel 1989 e introdotto nella loro Hall of Fame nel 2000.

## Palmarès
- Convocazioni al Pro Bowl: 2

1989, 1991
- First-team All-Pro: 1

1989
- Second-team All-Pro: 1

1991
- Leader della NFL in yard corse: 1

1989
- PFWA All-Rookie Team - 1987
- Kansas City Chiefs Hall of Fame